# Edward Stafford (Politiker)

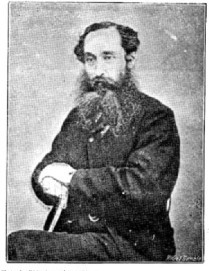
Edward William Stafford

Sir Edward William Stafford, GCMG (* 23. April 1819 in Edinburgh, Schottland; † 14. Februar 1901 in London) war der dritte Premierminister Neuseelands.
Er hatte dieses Amt insgesamt dreimal inne: Das erste Mal vom 2. Juni 1856 bis 12. Juli 1861, das zweite Mal vom 16. Oktober 1865 bis 28. Juni 1869, das dritte Mal vom 10. September bis 11. Oktober 1872. Zusammengerechnet hatte er die viertlängste Amtszeit aller neuseeländischen Regierungschefs. Zeitgenossen beschrieben ihn als pragmatisch, logisch denkend und scharfsinnig.

## Frühe Jahre und Beginn der Karriere
Stafford wurde in der schottischen Hauptstadt Edinburgh als Sohn einer wohlhabenden Familie geboren. Er erhielt seine Ausbildung am Trinity College in Dublin. 1841 und 1842 reiste er in Australien umher, entschied sich dann aber 1843, zu Verwandten nach Nelson auf der Südinsel Neuseelands zu ziehen. Schon bald nach seiner Ankunft engagierte er sich in der lokalen Politik und kritisierte die „schwache“ Reaktion von Gouverneur Robert FitzRoy auf den Wairau-Tumult. Ab 1850 forderte er die Selbstverwaltung Neuseelands und das allgemeine Wahlrecht.
1853 wurde Stafford Superintendent (Leiter, Vorsteher) der Provinz Nelson. Zu seinen Leistungen gehört die Einführung eines obligatorischen, freien und säkularen Schulsystems, das später als Modell für das landesweite Schulsystem diente. Die Bewohner der Provinz empfanden seine Verwaltungsführung als vorbildlich. Als im gleichen Jahr das erste landesweite Parlament gewählt wurde, kandidierte Stafford nicht. Er war der Ansicht, es gehöre sich nicht, sich an der nationalen Politik zu beteiligen, solange er noch ein Amt in der Provinz ausübte. Schließlich wurde er 1855 als Abgeordneter von Nelson gewählt.

## Erste Amtszeit
Als 1856 das Amt des Premierministers geschaffen wurde, lehnte Stafford eine Kandidatur ab. Stattdessen wurde Henry Sewell gewählt. Dessen Amtszeit dauerte aber lediglich dreizehn Tage und er wurde durch William Fox ersetzt. Sowohl Sewell wie auch Fox hatten vergeblich versucht, Stafford zum Eintritt in die Regierung zu bewegen. Nachdem Fox’ Regierung ebenfalls nach dreizehn Tagen gescheitert war, blieb Stafford als einziger geeigneter Kandidat übrig. Schließlich willigte er ein, Premierminister zu werden.
Zu seinen ersten Amtshandlungen gehörten Regeln, welche die Beziehungen zwischen der Zentralregierung und den Provinzen festlegten. Bemerkenswert war auch das inoffizielle Kabinett, das unabhängig vom offiziellen Exekutivrat zusammentrat. Dies bedeutete, dass die meisten Regierungsgeschäfte ohne die eigentlich vorgeschriebene Beteiligung des Gouverneurs behandelt wurden, was die Beziehungen zwischen Gouverneur Thomas Gore Browne und dem Parlament verschlechterte. Auch in der Frage der Machtverteilung, insbesondere der Verantwortung bei Verhandlungen mit den Māori, kam es zu Auseinandersetzungen zwischen Stafford und dem Gouverneur. Stafford verfolgte unterdessen sein Ziel der Selbstverwaltung und lehnte jegliche Verantwortung für finanzielle Entscheidungen des Gouverneurs ab, die nicht die Zustimmung des Parlaments hatten.
1857 starb seine erste Ehefrau Emily Wakefield, die er 11 Jahre zuvor geheiratet hatte. Zwei Jahre später heiratete er Mary Bartley. 1858 und 1859 nahm er an Verhandlungen außerhalb Neuseelands teil. Die Kabinettskollegen und der Gouverneur nutzten seine Abwesenheit aus und zwangen die Māori, Land bei Waitara zu verkaufen. Stafford verurteilte diesen Entscheid aus wirtschaftlichen und auch moralischen Gründen und bot seinen Rücktritt an. Schließlich entschied er sich, doch im Amt zu bleiben. Nachdem er von William Fox wegen seiner „Schwäche“ kritisiert worden war und die Invasion von Waikato nicht unterstützt hatte, wurde Stafford im Juli 1861 mit einem Misstrauensvotum des Amtes enthoben. William Fox wurde erneut Premierminister.
Als Fox’ Regierung im August 1862 das Vertrauen entzogen wurde, hatte Stafford die Möglichkeit, wieder Premierminister zu werden, er lehnte dies jedoch ab. Als Grund gab er die Feindseligkeiten mit Gouverneur George Grey an. Stafford war der Überzeugung, dass der Gouverneur ihn aus Prinzip bei der Regierungstätigkeit behindern würde. Stattdessen trat Alfred Domett das Amt an. Donnetts Regierung wurde als eine „Stafford-Regierung ohne Stafford“ bezeichnet. Nach etwas mehr als einem Jahr wurde Donnett durch Frederick Whitaker ersetzt. Doch auch Whitaker hielt sich nur etwa ein Jahr lang an der Regierungsspitze, auf ihn folgte Frederick Weld. Wie seine beiden Vorgänger verfolgte auch Weld eine ähnliche Politik wie Stafford.

## Zweite Amtszeit
Als Weld im Oktober 1865 wegen schlechter Gesundheit und Stress zurücktrat, übernahm Stafford zum zweiten Mal die Regierung. Er führte Welds Gesetzgebungsprogramm fort, kürzte aber die seiner Ansicht nach zu hohen Ausgaben. Die erfolgreiche Amtsführung wurde mit der Bestätigung seiner Regierung bei den Wahlen im Jahr 1866 belohnt.
Staffords Beziehungen zum Gouverneur verschlechterten sich zusehends. Insbesondere herrschte Uneinigkeit in der Frage der Finanzierung von militärischen Maßnahmen gegen die Māori. Stafford war der Ansicht, dass der Konflikt eine Angelegenheit des Empires sei, da er von britischen Behörden begonnen worden war. Aus diesem Grund lehnte er es ab, dass das Parlament die Hauptverantwortung für die Niederschlagung der „rebellischen“ Stämme übernehmen sollte. Als die britische Regierung schließlich die Verantwortung für Verhandlungen mit den Māori abgab, verlangte sie eine angemessene Kostenentschädigung für die militärischen Aktionen. Stafford weigerte sich und forderte seinerseits Entschädigungszahlungen für die Siedler. 1868 verzichteten dann beide Seiten auf ihre Forderungen.
Während einer gewissen Zeit unterhielt Staffords Regierung gute Beziehungen zu den Māori. So wurden ihnen in den Wahlen von 1867 Parlamentssitze garantiert und Stafford ersuchte den Gouverneur um die Begnadigung von aufständischen Māori-Stammesführern. Doch die unerwarteten militärischen Erfolge von Te Kooti und Titokowaru hatten zur Folge, dass einflussreiche Kreise Staffords Politik der Versöhnung ablehnten. Stafford wollte Neuwahlen ausrufen, um seine Politik zu bestätigen. Doch dieser Schritt wurde durch Gouverneur George Ferguson Bowen verhindert, der ein erklärter Gegner Staffords war. Erneut verlor Stafford ein Misstrauensvotum und erneut war William Fox sein Nachfolger.

## Dritte Amtszeit und späte Jahre
In der Regierung von William Fox gewann Finanzminister Julius Vogel zunehmend an Einfluss und drängte den eigentlichen Regierungschef in den Hintergrund. Stafford stand Vogels ambitiösen Plänen zum Ausbau der Infrastruktur zwar nicht ablehnend gegenüber, kritisierte ihn jedoch wegen dessen Rücksichtslosigkeit bei der Umsetzung. Fox’ schwindende Kontrolle über die Regierung ermöglichte es Stafford, im September 1872 ein drittes Mal das Amt des Premierministers zu übernehmen. Staffords Mehrheit war jedoch klein; nach knapp einem Monat verlor er ein Misstrauensvotum, auf ihn folgte George Waterhouse.
Stafford versuchte, die Opposition zu vereinen, was ihm jedoch nicht gelang. Er arbeitete immer enger mit Julius Vogel zusammen. Als dieser im April 1873 Premierminister wurde, erhielt Stafford das Angebot, als Minister zu arbeiten. Er lehnte jedoch ab, weil er sich mehr Zeit für Privates nehmen wollte. Im März 1878 trat er als Parlamentsabgeordneter zurück, weil er sich eine Zusammenarbeit mit seinem Rivalen George Grey, der mittlerweile Premierminister geworden war, nicht vorstellen konnte.
Nach seinem Rücktritt lebte Stafford in England, wo er sich als Geschäftsmann betätigte. Er wurde 1879 zum Ritter geschlagen. Stafford erhielt Angebote für das Amt des Gouverneurs in Madras (heute Chennai) und in Queensland, lehnte jedoch beide Male ab. Er starb in London im Alter von 82 Jahren. Er hinterließ drei Töchter und drei Söhne aus seiner zweiten Ehe mit Mary Bartley, die er 1859 geheiratet hatte; Bartley starb 1899. Seine erste Ehe mit Emily Wakefield, die er 1846 geheiratet hatte, blieb kinderlos, da sie 1857 im Alter von 29 Jahren gestorben war.